# Tux (Austria)
Tux (fino al 2005 Lanersbach) è un comune austriaco di 1 937 abitanti nel distretto di Schwaz, in Tirolo. Stazione sciistica, ha ospitato tra l'altro i Campionati austriaci di sci alpino nel 1989 e nel 1990.
Nel 1926 ha inglobato la località di Hintertux, fino ad allora parte del comune di Schmirn.